# Halithersès
Halithersès est un personnage de la mythologie grecque, qui apparaît notamment dans l'Odyssée d'Homère. C'est un vieux devin d'Ithaque. Son père s'appelle Mastor ; ami d'enfance d'Ulysse avant son départ pour Troie, il est devin et fait partie des amis de Mentor également : il prédit le retour d'Ulysse et la mort des prétendants de Pénélope, et se voit méprisé par Eurymaque ; Léocrite, autre prétendant, répond à l'encouragement du peuple ithacien par Mentor en le gourmandant, renvoyant Télémaque aux conseils de Halithersès - soulignant par-là que Mentor est stupide. Mentor et lui ont tous deux agi en vain pour arrêter les prétendants de Pénélope.